# Großenlüder
Großenlüder je obec v Německu, asi 10 km severozápadně od města Fulda ve spolkové zemi Hesensko. Žije zde přibližně 8 800 obyvatel.
Poprvé je obec zdokumentována v roce 822, kdy čtvrtý opat fuldského kláštera Eigil vysvětil kostel sv. Jiří. Tento původní kostelík stále stojí, stal se součástí dnešní barokní stavby. V celém širokém okolí je to – s výjimkou krypty fuldského kostela svatého Michaela, která pochází ze stejného roku – nejstarší stavba.
Je zde také mnoho hrázděných domů a tzv. Herrenhaus (Panský dům) s cenným portálem.

## Odkazy

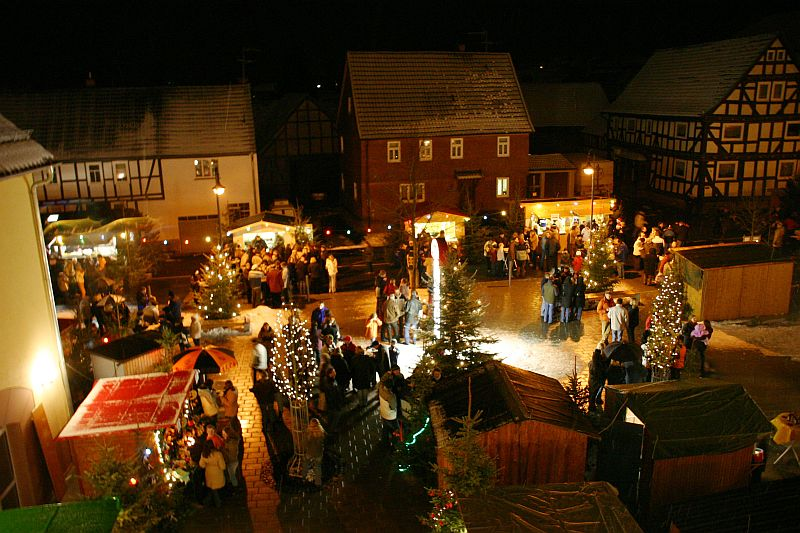
Großenlüder